# Ames (Passo de Calais)
Ames é uma comuna no departamento de Passo de Calais, norte da França.

## Geografia
Ames é uma aldeia agrícola situada cerca de 18 km a sudoeste de Lille, às margens do rio Nave, na junção das rodovias D69 e D91.

## População
| 610                                                              | 639 | 611 | 601 | 555 | 518 | 563 |
| Contagem do censo iniciada em 1962: População sem dupla contagem |     |     |     |     |     |     |

## Locais de interesse
- A igreja de São Pedro, datando do século XII.
- O memorial de guerra.